# WWE Draft (2007)
Em 2007 o conceito do draft sofreu alterações novamente. No Raw de 11 de junho de 2007 haveria lutas envolvendo lutadores de programas diferentes. O lutador que vencesse sua luta dava ao seu programa um novo lutador, escolhido de forma aleatória. Na semana seguinte, o site da WWE anunciou que mais alguns lutadores trocaram de programa, no draft suplementar.

## Lutas
Durante o programa houve lutas envolvendo lutadores das três brands.
| # | Lutas | Estipulação         | Vencedor              |
| - | --- | ------------------- | --------------------- |
| 1 | Raw: John Cena vs. SmackDown!: Edge | Singles match       | SmackDown!: Edge      |
| 2 | ECW: CM Punk vs. Raw: Carlito | Singles match       | ECW: CM Punk          |
| 3 | Raw: Umaga vs. ECW: Balls Mahoney | Singles match       | Raw: Umaga            |
| 4 | ECW: Bobby Lashley vs. SmackDown!: Chris Benoit | Singles match       | ECW: Bobby Lashley    |
| 5 | SmackDown!: MVP vs. Raw: Santino Marella | Singles match       | SmackDown!: MVP       |
| 6 | ECW: Snitsky vs. SmackDown!: The Miz | Singles match       | SmackDown!: The Miz   |
| 7 | SmackDown!: Kristal Marshall vs. Raw: Candice Michelle | Singles match       | Raw: Candice Michelle |
| 8 | SmackDown!: Batista vs. ECW: Elijah Burke vs. Raw: Jeff Hardy | Triple Threat match | SmackDown!: Batista   |
| 9 | Raw: Randy Orton, Johnny Nitro, Eugene, Kenny Dykstra, and Viscera vs. SmackDown: Chris Masters, Mark Henry, Chavo Guerrero, Matt Hardy, and William Regal vs. ECW: Tommy Dreamer, The Sandman, Marcus Cor Von, Kevin Thorn, and Matt Striker | Battle royal match  | Raw: Randy Orton      |

## Seleção
| Seleção # | Brand (para) | Empregado (Nome real)                                                     | Papel          | Brand (de) |
| --------- | ------------ | ------------------------------------------------------------------------- | -------------- | ---------- |
| 1         | SmackDown!   | The Great Khali (Dalip Singh)                                             | Lutador        | Raw        |
| 2         | ECW          | The Boogeyman (Marty Wright)                                              | Lutador        | SmackDown! |
| 3         | Raw          | King Booker e Queen Sharmell (Booker Huffman e Sharmell Sullivan-Huffman) | Lutador e Diva | SmackDown! |
| 4         | ECW          | Chris Benoit                                                              | Lutador        | SmackDown! |
| 5         | SmackDown!   | Torrie Wilson                                                             | Diva           | Raw        |
| 6         | SmackDown!   | Chris Masters (Chris Mordetzky)                                           | Lutador        | Raw        |
| 7         | Raw          | Bobby Lashley (Franklin Lashley)                                          | Lutador        | ECW        |
| 8         | SmackDown!   | Ric Flair (Richard Fliehr)                                                | Lutador        | Raw        |
| 9         | Raw          | Snitsky (Gene Snitsky)                                                    | Lutador        | ECW        |
| 10        | Raw          | Mr. Anderson (Ken Anderson)                                               | Lutador        | SmackDown! |

## Draft suplementar
| Seleção # | Brand (para) | Empregado (Nome real)                               | Papel    | Brand (de) |
| --------- | ------------ | --------------------------------------------------- | -------- | ---------- |
| 11        | Raw          | Paul London e Brian Kendrick                        | Tag Team | SmackDown! |
| 12        | SmackDown!   | Kenny Dykstra (Ken Doane)                           | Lutador  | Raw        |
| 13        | ECW          | Viscera (Nelson Frazier, Jr.)                       | Lutador  | Raw        |
| 14        | Raw          | The Sandman (Jim Fullington)                        | Lutador  | ECW        |
| 15        | Raw          | Hardcore Holly (Bob Holly)                          | Lutador  | ECW        |
| 16        | ECW          | The Miz (Mike Mizanin)                              | Lutador  | SmackDown! |
| 17        | Raw          | Daivari (Shawn Daivari)                             | Lutador  | SmackDown! |
| 18        | SmackDown!   | Brett e Brian Major (Brian Myers e Matthew Cardona) | Tag Team | ECW        |
| 19        | Raw          | William Regal (Darren Matthews)                     | Lutador  | SmackDown! |
| 20        | SmackDown!   | Victoria (Lisa Marie Varon)                         | Diva     | Raw        |
| 21        | Raw          | Jillian Hall (Jillian Fletcher)                     | Diva     | SmackDown! |
| 22        | SmackDown!   | Eugene (Nick Dinsmore)                              | Lutador  | Raw        |
| 23        | ECW          | Johnny Nitro (John Hennigan)                        | Lutador  | Raw        |